# Lazarevo
Lazarevo (ćirilično:Лазарево, njemački: Lazarfeld, mađarski: Lázárföld) je naselje u Banatu u Vojvodini u sastavu općine Zrenjanin.

## Nijemci u Lazarevu
Do Drugoga svjetskoga rata Lazarevo je bilo njemačko naselje, Nijemci su deportirani, a u njihove kuće kolonizirani su Srbi iz Bosne i Hercegovine.

## Stanovništvo
U naselju Lazarevo živi 3.308 stanovnika, od toga 2.691 punoljetan stanovnik, prosječna starost stanovništva iznosi 40,4 godina (38,8 kod muškaraca i 41,9 kod žena). U naselju ima 1.079 domaćinstava, a prosječan broj članova po domaćinstvu je 3,07.
| Etnički sastav 2002. |            |        |
| Narod                | Stanovnika | %      |
| Srbi                 | 3.135      | 94,77% |
| Jugoslaveni          | 52         | 1,57%  |
| Mađari               | 40         | 1,20%  |
| Hrvati               | 16         | 0,48%  |
| Makedonci            | 6          | 0,18%  |
| Romi                 | 4          | 0,12%  |
| Crnogorci            | 3          | 0,09%  |
| Rumunji              | 2          | 0,06%  |
| Nijemci              | 1          | 0,03%  |
| Rusini               | 1          | 0,03%  |
| nepoznato            | 12         | 0,36%  |

| broj stanovnika | 2499  | 2836  | 3313  | 3430  | 3480  | 3450  | 3308  |
|                 | 1948. | 1953. | 1961. | 1971. | 1981. | 1991. | 2001. |

## Vanjske poveznice
- Karte, položaj i vremenska prognoza